# Arcoppia radiata
Arcoppia radiata är en kvalsterart som först beskrevs av Wallwork 1961.  Arcoppia radiata ingår i släktet Arcoppia och familjen Oppiidae. Inga underarter finns listade i Catalogue of Life.